# 이에나카촌
이에나카촌(家中村)은 도치기현의 중남부, 시모쓰가군에 속했던 촌이다.

## 역사
- 1889년 4월 1일 - 정촌제 시행에 의해 시모쓰가군 이에나카촌이 성립하였다.
- 1955년 4월 1일 - 아카쓰촌과 합병해 쓰가촌이 되었다.

## 교통

### 철도
- 도부 철도
  - 닛코선